# 波尔森茨河畔圣马林基兴
波尔森茨河畔圣马林基兴是奥地利上奥地利州埃弗丁县的一个市镇。总面积23.82平方公里，总人口2284人，人口密度95.9人/平方公里（2005年）。